# Florin Iaru
Florin Iaru (Bukarest, 1954. május 24. –) Florin Râpă román költő álneve. Apja Ilie Râpă volt, anyja leánykori neve – amelyet fölvett – Luciei Iaru. A Bukaresti Egyetem bölcsészkarán végzett 1968-ban. Versei 2008-ban a lengyelországi versmetró-projekt keretében a varsói metró szerelvényein is olvashatók voltak, többek között Ioana Nicolaie román, valamint Karafiáth Orsolya, Parti Nagy Lajos és Szilágyi Ákos magyar költők versei mellett.

## Pályája
Az 1980-as évek romániai költőnemzedéke „enfant terrible”-jének is nevezik. 1981-ben debütált vékonyka első kötetével, amelyért a romániai írószövetség kitüntetésben részesítette. Egy évvel később többek között Mircea Cărtărescu, Traian T. Cosovei és Ioan Stragan mellett az ő művei is szerepeltek a nyolcvanas évek egyik legjelentősebb versantológiájában. Versei alapanyagát a banalitásokkal teli mindennapi életből meríti, amelyet egyes kritikusai szerint frenetikusan tálal aztán. Mircea Cărtărescu elismert román író az avantgárdhoz és a szürrealizmushoz hasonlítva úgy jellemezte őt, hogy „skizoid, nyakatekert, ellentmondásokkal teli verseiben a szintetikus valóságot oly módon szedi szét és rakja össze, hogy azok végső gondolati következtetése jószerével olvashatatlanná válik, a költői energia a végére tökéletesen feloldódik a világ egyenetlenségei apró részleteinek kivagdosása és egymáshoz ragasztása iránti igyekezetben”.

## Kötetei
- 1981 „Cîntece de trecut strada” (Énekek az elhagyott utcáról)
- 1982 „Aer cu diamante” (antológia; Levegő gyémántokkal)
- 1984 „La cea mai înaltă ficțiune” (A legmagasabb fikció felé)
- 1990 „Înnebunesc și-mi pare rău” (Megőrjít és sajnálom)
- 2002 „Poeme alese” (Válogatott versek)

### Magyar nyelven
- Mihók Tamás (szerk.): A kétezres nemzedék kortárs román költészet (Syllabux, Budapest, 2017)[2]